# Sosnówka (Mazovie)
Pour les articles homonymes, voir Sosnówka.
Sosnówka (prononciation : [sɔsˈnufka]) est un village polonais de la gmina de Dzierzgowo dans le powiat de Mława de la voïvodie de Mazovie dans le centre-est de la Pologne.
Il se situe à environ 3 kilomètres au sud-ouest de Dzierzgowo (siège de la gmina), 19 kilomètres à l'est de Mława (siège du powiat) et à 107 kilomètres au nord de Varsovie (capitale de la Pologne).

## Histoire
De 1975 à 1998, le village appartenait administrativement à la voïvodie de Ciechanów.